# Liste des titres musicaux numéro un en France en 2007
Cette page liste les titres numéro un dans les meilleures ventes de disques en France pour l'année 2007. Ils sont issus des classements suivants : les 100 meilleures ventes de singles, les 50 meilleurs téléchargements de singles et les 200 meilleures ventes d'albums.

## Classement des singles
| Semaine | Date          | Physique                                               | Physique                                         | Digital                       | Digital                                            |
| Semaine | Date          | Artiste                                                | Titre                                            | Artiste                       | Titre                                              |
| ------- | ------------- | ------------------------------------------------------ | ------------------------------------------------ | ----------------------------- | -------------------------------------------------- |
| 1       | 6 janvier     | Fatal Bazooka                                          | Fous ta cagoule                                  | Fatal Bazooka                 | Fous ta cagoule                                    |
| 2       | 13 janvier    | Fatal Bazooka                                          | Fous ta cagoule                                  | Fatal Bazooka                 | Fous ta cagoule                                    |
| 3       | 20 janvier    | Kamini                                                 | Marly-Gomont                                     | Vitaa                         | À fleur de toi                                     |
| 4       | 27 janvier    | Kamini                                                 | Marly-Gomont                                     | Vitaa                         | À fleur de toi                                     |
| 5       | 3 février     | Kamini                                                 | Marly-Gomont                                     | Calogero                      | Le Saut de l'ange                                  |
| 6       | 10 février    | Kamini                                                 | Marly-Gomont                                     | Fatal Bazooka featuring Vitoo | Mauvaise foi nocturne (La réponse)                 |
| 7       | 17 février    | Yannick Noah                                           | Aux arbres citoyens                              | Fatal Bazooka featuring Vitoo | Mauvaise foi nocturne (La réponse)                 |
| 8       | 24 février    | Yannick Noah                                           | Aux arbres citoyens                              | Mika                          | Relax, Take It Easy                                |
| 9       | 3 mars        | Yannick Noah                                           | Aux arbres citoyens                              | Mika                          | Relax, Take It Easy                                |
| 10      | 10 mars       | Fatal Bazooka featuring Vitoo                          | Mauvaise foi nocturne (La réponse)               | Mika                          | Relax, Take It Easy                                |
| 11      | 17 mars       | Fatal Bazooka featuring Vitoo                          | Mauvaise foi nocturne (La réponse)               | Mika                          | Relax, Take It Easy                                |
| 12      | 24 mars       | Fatal Bazooka featuring Vitoo                          | Mauvaise foi nocturne (La réponse)               | Mika                          | Relax, Take It Easy                                |
| 13      | 31 mars       | Fatal Bazooka featuring Vitoo                          | Mauvaise foi nocturne (La réponse)               | Mika                          | Relax, Take It Easy                                |
| 14      | 7 avril       | Fatal Bazooka featuring Vitoo                          | Mauvaise foi nocturne (La réponse)               | Mika                          | Relax, Take It Easy                                |
| 15      | 14 avril      | Cascada                                                | Miracle                                          | Mika                          | Relax, Take It Easy                                |
| 16      | 21 avril      | Céline Dion                                            | Et s'il n'en restait qu'une (Je serais celle-là) | Christophe Willem             | Double je                                          |
| 17      | 28 avril      | Beyoncé & Shakira                                      | Beautiful Liar                                   | Christophe Willem             | Double je                                          |
| 18      | 5 mai         | Tony Parker                                            | Balance-toi                                      | Mika                          | Relax, Take It Easy                                |
| 19      | 12 mai        | Beyoncé & Shakira                                      | Beautiful Liar                                   | Mika                          | Relax, Take It Easy                                |
| 20      | 19 mai        | Christophe Maé                                         | On s'attache                                     | Mika                          | Relax, Take It Easy                                |
| 21      | 26 mai        | Nelly Furtado                                          | Say It Right                                     | Mika                          | Relax, Take It Easy                                |
| 22      | 2 juin        | Christophe Willem                                      | Double je                                        | Christophe Willem             | Double je                                          |
| 23      | 9 juin        | Christophe Willem                                      | Double je                                        | Christophe Willem             | Double je                                          |
| 24      | 16 juin       | Grégory Lemarchal                                      | De temps en temps                                | Christophe Willem             | Double je                                          |
| 25      | 23 juin       | Christophe Willem                                      | Double je                                        | Christophe Willem             | Double je                                          |
| 26      | 30 juin       | Christophe Willem                                      | Double je                                        | Christophe Willem             | Double je                                          |
| 27      | 7 juillet     | Mika                                                   | Relax, Take It Easy                              | Mika                          | Relax, Take It Easy                                |
| 28      | 14 juillet    | Mika                                                   | Relax, Take It Easy                              | Christophe Willem             | Double je                                          |
| 29      | 21 juillet    | Christophe Willem                                      | Double je                                        | Mika                          | Relax, Take It Easy                                |
| 30      | 28 juillet    | Christophe Willem                                      | Double je                                        | David Guetta & Chris Willis   | Love Is Gone (Fred Rister & Joachim Garraud remix) |
| 31      | 4 août        | Christophe Willem                                      | Double je                                        | Mika                          | Love Today                                         |
| 32      | 11 août       | Patrick Fiori & Jean-Jacques Goldman & Christine Ricol | 4 mots sur un piano                              | David Guetta & Chris Willis   | Love Is Gone (Fred Rister & Joachim Garraud remix) |
| 33      | 18 août       | Patrick Fiori & Jean-Jacques Goldman & Christine Ricol | 4 mots sur un piano                              | Julien Doré                   | Moi... Lolita                                      |
| 34      | 25 août       | Koxie                                                  | Garçon                                           | Julien Doré                   | Moi... Lolita                                      |
| 35      | 1er septembre | Koxie                                                  | Garçon                                           | Julien Doré                   | Moi... Lolita                                      |
| 36      | 8 septembre   | Koxie                                                  | Garçon                                           | Koxie                         | Garçon                                             |
| 37      | 15 septembre  | Koxie                                                  | Garçon                                           | Koxie                         | Garçon                                             |
| 38      | 22 septembre  | Koxie                                                  | Garçon                                           | Rihanna                       | Don't Stop the Music                               |
| 39      | 29 septembre  | Koxie                                                  | Garçon                                           | Rihanna                       | Don't Stop the Music                               |
| 40      | 6 octobre     | Koxie                                                  | Garçon                                           | Rihanna                       | Don't Stop the Music                               |
| 41      | 13 octobre    | Ora Mate                                               | Kamaté                                           | Rihanna                       | Don't Stop the Music                               |
| 42      | 20 octobre    | Melissa M                                              | Elle                                             | Rihanna                       | Don't Stop the Music                               |
| 43      | 27 octobre    | Rihanna                                                | Don't Stop the Music                             | Rihanna                       | Don't Stop the Music                               |
| 44      | 4 novembre    | Rihanna                                                | Don't Stop the Music                             | Rihanna                       | Don't Stop the Music                               |
| 45      | 10 novembre   | Sheryfa Luna                                           | Quelque part                                     | Rihanna                       | Don't Stop the Music                               |
| 46      | 17 novembre   | Sheryfa Luna                                           | Quelque part                                     | Rihanna                       | Don't Stop the Music                               |
| 47      | 24 novembre   | Sheryfa Luna                                           | Quelque part                                     | Rihanna                       | Don't Stop the Music                               |
| 48      | 1er décembre  | Sheryfa Luna                                           | Quelque part                                     | Rihanna                       | Don't Stop the Music                               |
| 49      | 8 décembre    | Fatal Bazooka featuring Yelle                          | Parle à ma main                                  | Rihanna                       | Don't Stop the Music                               |
| 50      | 15 décembre   | Fatal Bazooka featuring Yelle                          | Parle à ma main                                  | Yael Naim                     | New Soul                                           |
| 51      | 22 décembre   | Fatal Bazooka featuring Yelle                          | Parle à ma main                                  | Yael Naim                     | New Soul                                           |
| 52      | 29 décembre   | Fatal Bazooka featuring Yelle                          | Parle à ma main                                  | Yael Naim                     | New Soul                                           |

## Classement des albums
| Semaine | Date          | Physique          | Physique                        | Digital           | Digital                                |
| Semaine | Date          | Artiste           | Titre                           | Artiste           | Titre                                  |
| ------- | ------------- | ----------------- | ------------------------------- | ----------------- | -------------------------------------- |
| 1       | 6 janvier     | Yannick Noah      | Charango                        | Yannick Noah      | Charango                               |
| 2       | 13 janvier    | Bénabar           | Reprise des négociations        | Maurane           | Si aujourd'hui                         |
| 3       | 20 janvier    | Carla Bruni       | No Promises                     | Carla Bruni       | No Promises                            |
| 4       | 27 janvier    | Michel Delpech    | Michel Delpech &...             | AaRON             | Artificial Animals Riding on Neverland |
| 5       | 3 février     | Norah Jones       | Not Too Late                    | Norah Jones       | Not Too Late                           |
| 6       | 10 février    | Vitaa             | À fleur de toi                  | Zazie             | Totem                                  |
| 7       | 17 février    | Zazie             | Totem                           | Zazie             | Totem                                  |
| 8       | 24 février    | Indochine         | Hanoï                           | Air               | Pocket Symphony                        |
| 9       | 3 mars        | Les Enfoirés      | La Caravane des Enfoirés        | Les Enfoirés      | La Caravane des Enfoirés               |
| 10      | 10 mars       | Les Enfoirés      | La Caravane des Enfoirés        | Les Enfoirés      | La Caravane des Enfoirés               |
| 11      | 17 mars       | Les Enfoirés      | La Caravane des Enfoirés        | Tokio Hotel       | Zimmer 483                             |
| 12      | 24 mars       | Les Enfoirés      | La Caravane des Enfoirés        | Mika              | Life in Cartoon Motion                 |
| 13      | 31 mars       | Les Enfoirés      | La Caravane des Enfoirés        | Mika              | Life in Cartoon Motion                 |
| 14      | 7 avril       | Mika              | Life in Cartoon Motion          | Mika              | Life in Cartoon Motion                 |
| 15      | 14 avril      | Mika              | Life in Cartoon Motion          | Christophe Willem | Inventaire                             |
| 16      | 21 avril      | Christophe Willem | Inventaire                      | Christophe Willem | Inventaire                             |
| 17      | 28 avril      | Christophe Willem | Inventaire                      | Christophe Willem | Inventaire                             |
| 18      | 5 mai         | Christophe Willem | Inventaire                      | Christophe Willem | Inventaire                             |
| 19      | 12 mai        | Christophe Willem | Inventaire                      | Björk             | Volta                                  |
| 20      | 19 mai        | Linkin Park       | Minutes to Midnight             | Linkin Park       | Minutes to Midnight                    |
| 21      | 26 mai        | Céline Dion       | D'elles                         | Céline Dion       | D'elles                                |
| 22      | 2 juin        | Céline Dion       | D'elles                         | Christophe Willem | Inventaire                             |
| 23      | 9 juin        | Christophe Willem | Inventaire                      | Francis Cabrel    | L'Essentiel 1977-2007                  |
| 24      | 16 juin       | Johnny Hallyday   | La Cigale : 12-17 décembre 2006 | Justice           | † (Cross)                              |
| 25      | 23 juin       | Grégory Lemarchal | La Voix d'un ange               | Grégory Lemarchal | La Voix d'un ange                      |
| 26      | 30 juin       | Grégory Lemarchal | La Voix d'un ange               | Grégory Lemarchal | La Voix d'un ange                      |
| 27      | 7 juillet     | Grégory Lemarchal | La Voix d'un ange               | Mika              | Life in Cartoon Motion                 |
| 28      | 14 juillet    | Grégory Lemarchal | La Voix d'un ange               | Mika              | Life in Cartoon Motion                 |
| 29      | 21 juillet    | Mika              | Life in Cartoon Motion          | Mika              | Life in Cartoon Motion                 |
| 30      | 28 juillet    | Mika              | Life in Cartoon Motion          | Mika              | Life in Cartoon Motion                 |
| 31      | 4 août        | Mika              | Life in Cartoon Motion          | Mika              | Life in Cartoon Motion                 |
| 32      | 11 août       | Mika              | Life in Cartoon Motion          | Mika              | Life in Cartoon Motion                 |
| 33      | 18 août       | Mika              | Life in Cartoon Motion          | Mika              | Life in Cartoon Motion                 |
| 34      | 25 août       | Mika              | Life in Cartoon Motion          | Amy Winehouse     | Back to Black                          |
| 35      | 1er septembre | Ben Harper        | Lifeline                        | Vanessa Paradis   | Divinidylle                            |
| 36      | 8 septembre   | Vanessa Paradis   | Divinidylle                     | Vanessa Paradis   | Divinidylle                            |
| 37      | 15 septembre  | Vanessa Paradis   | Divinidylle                     | Vanessa Paradis   | Divinidylle                            |
| 38      | 22 septembre  | James Blunt       | All the Lost Souls              | James Blunt       | All the Lost Souls                     |
| 39      | 29 septembre  | James Blunt       | All the Lost Souls              | Katie Melua       | Pictures                               |
| 40      | 6 octobre     | James Blunt       | All the Lost Souls              | Katie Melua       | Pictures                               |
| 41      | 13 octobre    | James Blunt       | All the Lost Souls              | Aṣa               | Aṣa                                    |
| 42      | 20 octobre    | James Blunt       | All the Lost Souls              | Yael Naim         | Yael Naim                              |
| 43      | 27 octobre    | LIM               | Délinquant                      | Britney Spears    | Blackout                               |
| 44      | 4 novembre    | Amy Winehouse     | Back to Black                   | Étienne Daho      | L'Invitation                           |
| 45      | 10 novembre   | Jenifer           | Lunatique                       | Johnny Hallyday   | Le Cœur d'un homme                     |
| 46      | 17 novembre   | Johnny Hallyday   | Le Cœur d'un homme              | Daft Punk         | Alive 2007                             |
| 47      | 24 novembre   | Johnny Hallyday   | Le Cœur d'un homme              | Daft Punk         | Alive 2007                             |
| 48      | 1er décembre  | Johnny Hallyday   | Le Cœur d'un homme              | Daft Punk         | Alive 2007                             |
| 49      | 8 décembre    | Johnny Hallyday   | Le Cœur d'un homme              | Alicia Keys       | As I Am                                |
| 50      | 15 décembre   | Johnny Hallyday   | Le Cœur d'un homme              | Christophe Maé    | Live Session                           |
| 51      | 22 décembre   | Christophe Maé    | Mon paradis                     | Amy Winehouse     | Back to Black                          |
| 52      | 29 décembre   | Christophe Maé    | Mon paradis                     | Radiohead         | In Rainbows                            |

## Les dix meilleures ventes
Voici la liste des dix meilleures ventes de singles, et d'albums, pour l'année 2007 en France.

### Singles
| №  | Physique                                               | Physique                           | Digital                     | Digital                                            |
| №  | Artiste                                                | Titre                              | Artiste                     | Titre                                              |
| -- | ------------------------------------------------------ | ---------------------------------- | --------------------------- | -------------------------------------------------- |
| 1  | Christophe Willem                                      | Double je                          | Mika                        | Relax, Take It Easy                                |
| 2  | Koxie                                                  | Garçon                             | Christophe Willem           | Double je                                          |
| 3  | Kamini                                                 | Marly-Gomont                       | Christophe Maé              | On s'attache                                       |
| 4  | Grégory Lemarchal                                      | De temps en temps                  | Mika                        | Grace Kelly                                        |
| 5  | Patrick Fiori & Jean-Jacques Goldman & Christine Ricol | 4 mots sur un piano                | David Guetta & Chris Willis | Love Is Gone (Fred Rister & Joachim Garraud remix) |
| 6  | Fatal featuring Vitoo                                  | Mauvaise foi nocturne (La réponse) | Rihanna                     | Don't Stop the Music                               |
| 7  | Yannick Noah                                           | Aux arbres citoyens                | Vanessa Paradis             | Divine idylle                                      |
| 8  | Mika                                                   | Relax, Take It Easy                | Rihanna featuring Jay-Z     | Umbrella                                           |
| 9  | Sheryfa Luna                                           | Quelque part                       | Justice                     | D.A.N.C.E.                                         |
| 10 | Fatal Bazooka                                          | Fous ta cagoule                    | Yael Naim                   | New Soul                                           |

### Albums
| №  | Physique          | Physique                 | Digital           | Digital                                |
| №  | Artiste           | Titre                    | Artiste           | Titre                                  |
| -- | ----------------- | ------------------------ | ----------------- | -------------------------------------- |
| 1  | Mika              | Life in Cartoon Motion   | Mika              | Life in Cartoon Motion                 |
| 2  | Christophe Maé    | Mon paradis              | Christophe Willem | Inventaire                             |
| 3  | Grégory Lemarchal | La Voix d'un ange        | Amy Winehouse     | Back to Black                          |
| 4  | Christophe Willem | Inventaire               | Vanessa Paradis   | Divinidylle                            |
| 5  | Les Enfoirés      | La Caravane des Enfoirés | Christophe Maé    | Mon paradis                            |
| 6  | Amy Winehouse     | Back to Black            | Zazie             | Totem                                  |
| 7  | Yannick Noah      | Charango                 | James Blunt       | All the Lost Souls                     |
| 8  | Johnny Hallyday   | Le Cœur d'un homme       | AaRON             | Artificial Animals Riding on Neverland |
| 9  | Vanessa Paradis   | Divinidylle              | Daft Punk         | Alive 2007                             |
| 10 | Vitaa             | À fleur de toi           | Rose              | Rose                                   |